# Albertson Brook
Albertson Brook, ook Albertsons Brook genoemd, is de naam van het bovenste gedeelte van Nescochague Creek door het samenvloeien met Great Swamp Brook in de Pine Barrens in zuid New Jersey. 
Albertson Brook is nabij Hammonton, New Jersey, en stroom door Atlantic en Camden county.
Albertson Brook komt samen met een klein beekje genaamd Pump Branch.

## Zijrivier
- Pump Branch